# Söderhielm
Söderhielm, eller Söderhjelm, är en svensk adelsätt från Södermanland; den hette förut Malmén och har gemensamt ursprung med Cedercrantz. En i Finland bosatt gren har inte introducerats på Finlands riddarhus.
Offentlig statistik tillgänglig i januari 2018 upger följande antal personer bosatta i Sverige respektive Finland med stavningsvarianterna
- Söderhielm 96, Finland under 5
- Söderhjelm  74, Finland under 5

Totalt blir detta för Sverige 170 personer och för Finland under 9 personer.

## Ätten nr 1306
Den andra ätten härstammar från Stora Malms socken i Södermanland. I Anreps ättartavlor anges att den äldsta stamfadern är bonden Lars där, medan Riddarhuset numera uppger att den äldsta stamfadern är bonden Per Larensson (död mellan 1568 och 1571). Nämnde Lars var far till Nicolaus Laurentius Malmenius Sudermannus, teologie lektor och kyrkoherde. Hans hustru var Helena Fick, dotter till borgmästaren i Strängnäs. De fick två söner, Johan Malmén, adlad Cedercrantz, och Lars Malmén, adlad Söderhielm.
Lars Malmén var häradshövding, gift två gånger men fick bara barn i första äktenskapet, med Helena Ferner, dotter till befallningsmannen Lars Ferner och Helena Eliaedotter i släkten Gavelia. Lars adlades år 1693 och introducerades på nummer 1306 år 1697. Han fick tre döttrar och en son, överstelöjtnant Lorentz Niclas Söderhielm till Tolvfors bruk i Gästrikland.
Lorentz Niclas Söderhielm var gift med Althéa Maria Cederberg, dotter till brukspatronen Peder Brandberg (adlad Cederberg) och Althéa Silfverström, och som via sin far var Bureättling. Av deras barn gifte sig en dotter Tersmeden, en annan Mannerheim, en tredje Örnsköld, och en fjärde var gift tre gånger (Ekestubbe, Cronstedt, Reuterholm). Ätten fortlevde på svärdssidan med bergsrådet Lorentz Peter Söderhielm och hovrättsassessor Eric Söderhielm.
Lorentz Peter Söderhielm var först gift med sin systers svägerska Ulrica Tersmeden, vars mor Elisabeth Gangia var ättling till Stormor i Dalom via modern Teets mor Troilia. Hovrättsassessor Eric Söderhielm var gift med sin syssling Ulrica Plaan vars mor var en Ehrenberg.
Ätten nr 1306 fortlever i Sverige.

## Ätten nr 1342
Kaptenen Jonas Söderman vid Österbottens regemente adlades med namnet Söderhjelm år 1696 och introducerades på nummer 1342, men hans vidare öden är okända varmed hans ätt anses utgången.

## Personer med efternamnet Söderhielm eller Söderhjelm
- Alma Söderhjelm (1870–1949), finländsk historiker
- Carl Gustaf Söderhielm (1762–1836), svensk bruksägare, hovjägmästare och tecknare
- Erik Söderhielm (1871–1963), svensk överste och politiker
- Fredric Söderhielm (1902–1864), svensk major och tecknare
- Henning Söderhjelm (1888–1967), filändsk författare och kulturjournalist
- Johan Otto Söderhjelm (1898–1985), finländsk industriman och politiker
- Kai Söderhjelm (1918–1996), finländsk författare, journalist och bibliotekarie
- Lars Söderhielm (1638–1719), svensk häradshövding
- Lennart Söderhielm (1874–1966), svensk ingenjör
- Lorentz Niklas Söderhielm (1690–1760), svensk överstelöjtnant och brukspatron
- Magdalena Elisabeth Söderhielm (1718–1786), brukspatronessa
- Martin Söderhjelm (1913–1991), finländsk teaterman och författare
- Mattias Söderhielm (född 1971), svensk entreprenör
- Signe Söderhielm (1895–1971), svensk målare
- Torsten Söderhjelm, (1879–1908), finländsk filolog
- Werner Söderhjelm (1859–1931), finländsk språkforskare, litteraturhistoriker och diplomat
- Wilhelm Söderhjelm (1831–1913), svensk bruksägare och politiker
- Woldemar Söderhjelm (1832–1904), finländsk prokurator